# Coorow
Coorow is een plaats in de regio Mid West in West-Australië.

## Geschiedenis
In de jaren 1860 vestigden de eerste kolonisten zich in de streek. In 1893 werd het dorp Coorow officieel gesticht en naar een nabijgelegen bron vernoemd. De naam is Aborigines van oorsprong. De betekenis is onzeker. Ze zou van 'curro' zijn afgeleid, een plantengeslacht uit de posteleinfamilie, of "veel mist" hebben betekend.
De Midland Railway tussen Midland Junction en Walkaway opende in 1894. Het spoorwegstation van Coorow werd dat jaar gebouwd.
De oorspronkelijke basisschool van Coorow werd in 1922 gebouwd, de oorspronkelijke gemeenschapszaal in 1923 en het hotel in 1930.
In 1932 kondigde de 'Wheat Pool of Western Australia' aan twee graanzuigers voor het vervoer van graan in bulk in Coorow te zullen plaatsen.
De nieuwe basisschool van Coorow werd in 1952 gebouwd en in 1954 - ter herdenking van de gesneuvelden uit de Tweede Wereldoorlog - een nieuwe gemeenschapszaal, de 'RSL Memorial Hall'.

## Beschrijving
Coorow is het administratieve en dienstencentrum van het lokale bestuursgebied (LGA) Shire of Coorow, een landbouwdistrict. Coorow is een verzamel- en ophaalpunt voor de oogst van de in de streek bij de Co-operative Bulk Handling Group aangesloten graanproducenten.
In 2021 telde Coorow 179 inwoners, tegenover 176 in 2006.
Het dorp heeft een 'Community Resource Centre', een bibliotheek, een basisschool, een gemeenschapszaal, een medisch centrum en verscheidene sportvoorzieningen.

## Ligging
Coorow ligt langs de Midlands Road, 259 kilometer ten noordnoordoosten van de West-Australische hoofdstad Perth, 206 kilometer ten zuidoosten van Geraldton en 88 kilometer ten noordwesten van Wubin.
De spoorweg die langs Coorow loopt maakt deel uit van het goederenspoorwegnetwerk van Arc Infrastructure.

## Externe link

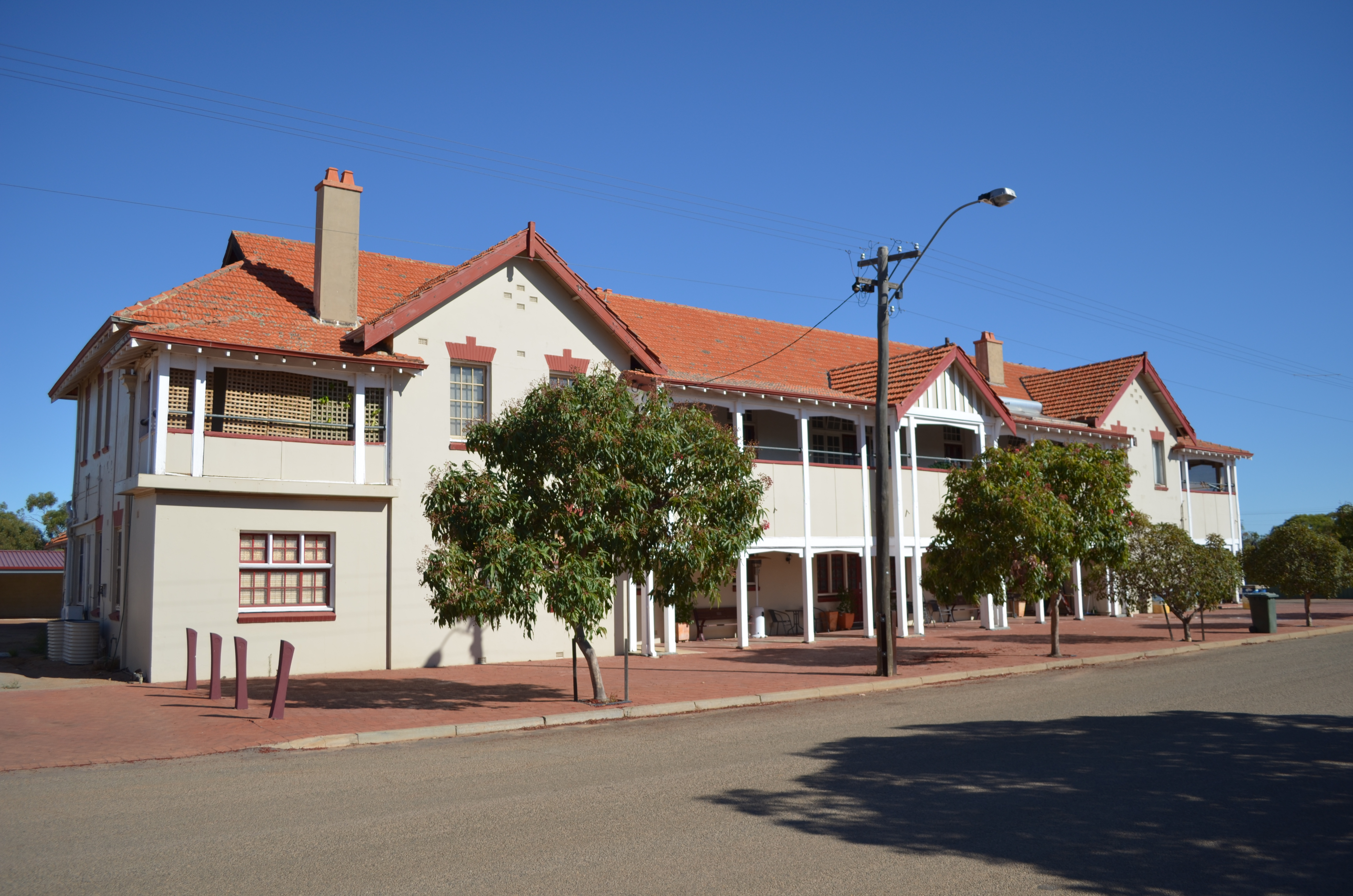
'Coorow Hotel'
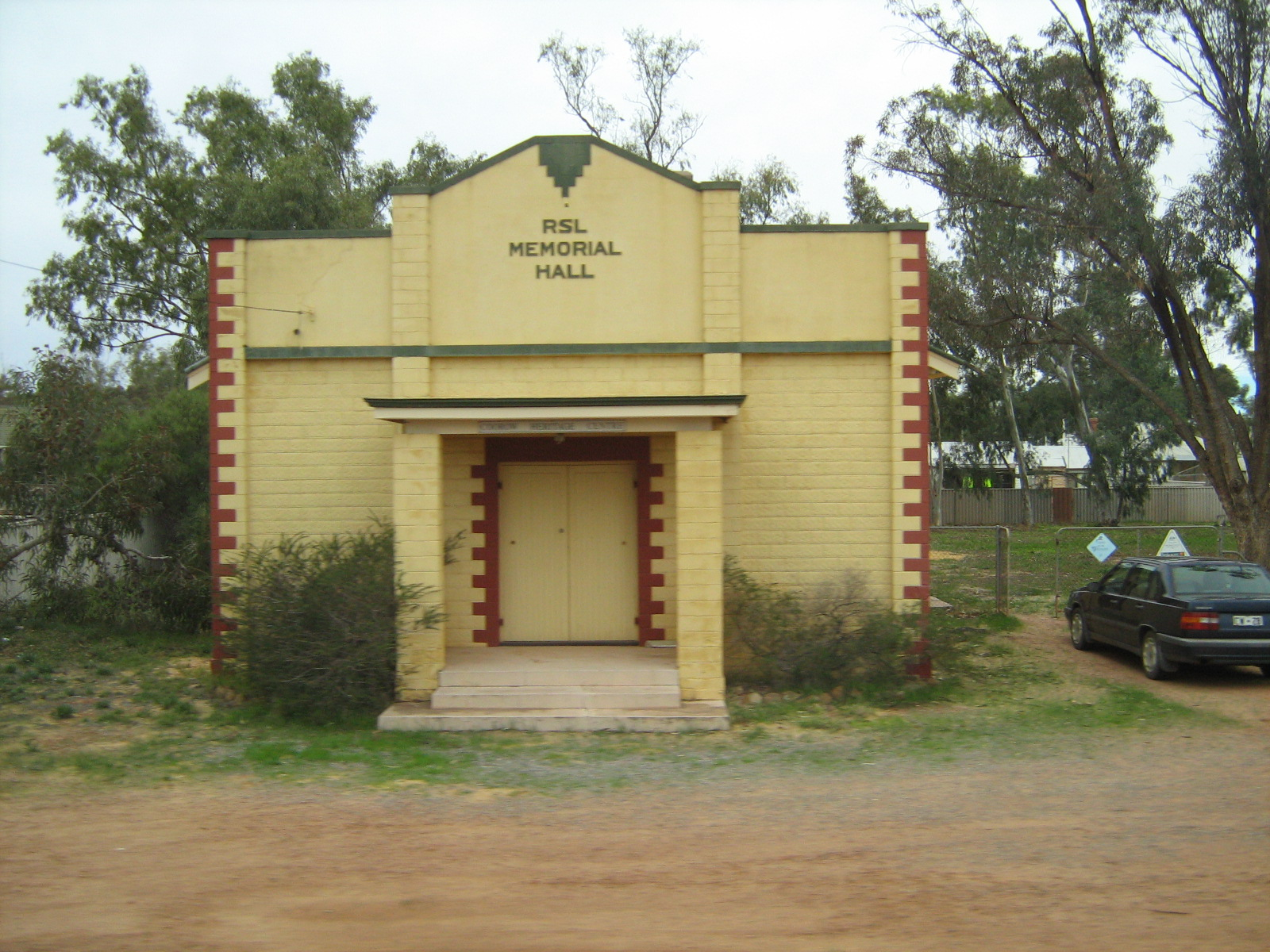
'RSL Memorial Hall'